# دينيسي رايلي
دينيسي رايلي (بالإنجليزية: Denise Riley)‏ هي فيلسوفة وكاتِبة وشاعرة بريطانية، ولدت في 1948.

## وصلات خارجية
- دينيسي رايلي على موقع ميوزك برينز (الإنجليزية)